# Partido Democrático Nacional
De Partido Democrático Nacional (Nederlands: Nationaal-Democratische Partij, PADENA) was een Chileense populistische politieke partij die in 1960 werd gevormd na de fusie van de Partido Democrático (Democratische Partij), een kleine fractie van de Partido Radical Doctrinario (Radicaal-Doctrinaire Partij), de Partido Nacional Popular (Nationale Volkspartij), de Partido Socialista Democrático (Partij van Democratische Socialisten) en de Partido Social Demócrata (Sociaaldemocratische Partij). Een klein deel van de Partido Democrático besloot niet mee te gaan in de fusie en zette de partij voort; later ging dit restant van de PD alsnog op in PADENA.

## Geschiedenis
PADENA werd op 18 september 1960 als een progressieve, sociaaldemocratische en populistische partij opgericht. De partij liet zich ook leiden door het ibañismo, het gedachtegoed van Carlos Ibáñez del Campo, die tweemaal president van Chili was geweest (1927-1931, 1952-1958). Tot haar opheffing in 1965 maakte PADENA deel uit van de centrumlinkse coalitie FRAP dat werd gedomineerd door de Partido Socialista. De FRAP steunde in 1964 de kandidatuur van Salvador Allende voor het presidentschap. De linkse krachten leden bij de presidentsverkiezingen van 1964 echter een flinke nederlaag. Na de ontbinding van de FRAP werkte PADENA samen met de regering van de christendemocraat Eduardo Frei Montalva. De partij was echter onderhevig aan diverse crises en afscheidingen.
In 1970 steunde de partij de linkse christendemocraat Radomiro Tomic in diens poging om de presidentsverkiezingen van dat jaar te winnen. De winst ging echter naar de kandidaat van de Unidad Popular, Salvador Allende die PADENA zes jaar eerder nog steunde.
Na de staatsgreep van 11 september 1973 volgde de ontbinding van PADENA. In 1983 volgde evenwel de heroprichting. Direct sloeg de verdeeldheid toe binnen de partij: de vleugel onder Luis Minchel verzette zich tegen de dictatuur van Pinochet, terwijl de vleugel onder Apolonides Parra bereid bleek met de militaire machthebbers samen te werken. Op 31 januari 1986 sloot de fractie rond Parra zich aan bij de Frente Democrático de Concordia (Front van de Democratische Overeenkomst, FREDECO), waartoe ook de Movimiento Social Cristiano, Democracia Radical, de Partido Democracia Social, de Unión Cívica Radical, de Movimiento Obrero Socialdemócrata, de Movimiento Javiera Carrera en de Centro Cívico Arturo Matte toe behoorden. Minchel tekende namens de oppositionele vleugel op 8 september van dat jaar juist de Grondslagen van steun aan het democratische regime dat in november 1986 zou leiden tot het samenwerkingsverband Acuerdo Nacional Democrático (Nationaal-Democratisch Akkoord).

Logo in 1988

In 1988 steunde PADENA het "neen"-kamp in aanloop naar het referendum, wat leidde tot de uittreding van Parra en de zijnen die de Partido Democrático de Chile (Democratische Partij van Chili) oprichten en zich aansloten bij het "ja"-kamp die een verlenging wilden van het ambtstermijn van president Pinochet. De democratische partij verdween echter binnen het jaar van het politieke toneel en ging in zijn geheel op in de Renovación Nacional (Nationale Hernieuwing). 
De leiding van PADENA slaagde er vervolgens maar niet in om zich te registreren bij de kiescommissie waardoor participatie tijdens het democratiseringsproces (1989-1990) uitgesloten bleef. In 1991-1992, 1994, 1997, 1998-1999 voldeed PADENA niet aan de voorwaarden om te worden geregistreerd als politieke partij.

## Verkiezingsuitslagen
| Jaar | Aantal afgevaardigden (totaal aantal zetels tussen haakjes) | Aantal senatoren (totaal aantal zetels tussen haakjes) |
| ---- | ----------------------------------------------------------- | ------------------------------------------------------ |
| 1961 | 12 (147)                                                    | 1 (45)                                                 |
| 1965 | 3 (147)                                                     | 1 (45)                                                 |
| 1969 | 0 (150)                                                     | 0 (50)                                                 |
| 1969 | 0 (150)                                                     | 0 (50)                                                 |